# فرودگاه صحرایی بلویو
فرودگاه صحرایی بلویو (به انگلیسی: Bellevue Airfield) یک فرودگاه است . این فرودگاه در شهر بلویو، واشینگتن کشور ایالات متحده آمریکا قرار دارد .